# Біле (Лузький район)
Біле (рос. Белое) — присілок у Лузькому районі Ленінградської області Російської Федерації.
Населення становить 109 осіб. Належить до муніципального утворення Оредежське сільське поселення.

## Історія
Згідно із законом від 28 вересня 2004 року № 65-оз належить до муніципального утворення Оредежське сільське поселення.

## Населення
| 1838 | 1862 | 1885 | 1965 | 1997 | 2007 | 2010 |
| ---- | ---- | ---- | ---- | ---- | ---- | ---- |
| 134  | ↗156 | ↗216 | ↘145 | ↘105 | ↗114 | ↘109 |